# Elecciones municipales del Cuzco de 1980
Las elecciones municipales del Cusco de 1980 se llevaron a cabo el 23 de noviembre de 1980 para elegir al alcalde y al Concejo Provincial del Cusco para el periodo 1981-1983. La elección se celebró simultáneamente con elecciones municipales en todo el país. Fueron las primeras elecciones municipales en la provincia desde 1966, tras 12 años de gobierno militar.

## Sistema electoral
La Municipalidad Provincial del Cusco es el órgano administrativo y de gobierno de la provincia del Cusco. Está compuesta por el alcalde y el Concejo Provincial.
La votación del alcalde y el concejo se realiza en base al sufragio universal, que comprende a todos los ciudadanos nacionales mayores de dieciocho años, empadronados y residentes en la provincia del Cusco y en pleno goce de sus derechos políticos, así como a los ciudadanos no nacionales residentes y empadronados en la provincia del Cusco.
El Concejo Provincial del Cusco está compuesto por 19 regidores elegidos por sufragio directo para un período de tres (3) años, en forma conjunta con la elección del alcalde (quien lo preside). La votación es por lista cerrada y bloqueada. Se asigna a la lista ganadora los escaños según el método d'Hondt.

## Partidos y candidatos
A continuación se muestra una lista de los principales partidos y alianzas electorales que participaron en las elecciones:
| Candidatura | Candidatura | Partidos y alianzas | Candidatos | Candidatos                 | Ideología                                               | Ref. |
| ----------- | ----------- | --- | ---------- | -------------------------- | ------------------------------------------------------- | ---- |
|             | AP          | Lista - Acción Popular (AP) |            | Hernán Monzón Vásquez      | Humanismo Nacionalismo cívico Reformismo                |      |
|             | IU          | Lista - Izquierda Unida (IU) – Unión de Izquierda Revolucionaria (UNIR) – Unidad Democrático Popular (UDP) – Partido Socialista Revolucionario (PSR) – Partido Comunista Revolucionario (PCR) – Partido Comunista Peruano (PCP) – Frente Obrero Campesino Estudiantil y Popular (FOCEP) |            | Sin información disponible | Marxismo-leninismo Mariateguismo Socialismo democrático |      |
|             | APRA        | Lista - Partido Aprista Peruano (APRA) |            | Sin información disponible | Aprismo                                                 |      |

## Resultados

### Sumario general
|                        |                                |              |              |              |           |           |
| Partidos y coaliciones | Partidos y coaliciones         | Voto popular | Voto popular | Voto popular | Regidores | Regidores |
| Partidos y coaliciones | Partidos y coaliciones         | Votos        | %            | ±pp          | Total     | +/−       |
|                        | Acción Popular (AP)            | 21,397       | 43.99        | n/a          | 9         | n/a       |
|                        | Izquierda Unida (IU)           | 18,360       | 37.74        | n/a          | 7         | n/a       |
|                        | Partido Aprista Peruano (APRA) | 8,888        | 18.27        | n/a          | 3         | n/a       |
|                        |                                |              |              |              |           |           |
| Total                  | Total                          | 48,645       |              |              | 19        | n/a       |
|                        |                                |              |              |              |           |           |
| Votos válidos          | Votos válidos                  | 48,645       | 86.04        | n/a          |           |           |
| Votos en blanco        | Votos en blanco                | 2,031        | 3.59         | n/a          |           |           |
| Votos nulos            | Votos nulos                    | 5,864        | 10.37        | n/a          |           |           |
| Votos emitidos         | Votos emitidos                 | 56,540       | 66.62        | n/a          |           |           |
| Abstenciones           | Abstenciones                   | 28,326       | 33.38        | n/a          |           |           |
| Votantes registrados   | Votantes registrados           | 84,866       |              |              |           |           |
|                        |                                |              |              |              |           |           |
| Fuente:                |                                |              |              |              |           |           |

### Concejo Provincial del Cusco
| Cargo                         | Autoridad electa            | Partido político | Partido político        |
| ----------------------------- | --------------------------- | ---------------- | ----------------------- |
| Alcalde Provincial del Cusco  | Hernán Monzón Vásquez       |                  | Acción Popular          |
| Regidor Provincial del Cusco  | Carlos Ruiz Caro Nin        |                  | Acción Popular          |
| Regidor Provincial del Cusco  | Alfredo Muñiz Vega          |                  | Acción Popular          |
| Regidor Provincial del Cusco  | Armando Ochoa Cárdenas      |                  | Acción Popular          |
| Regidora Provincial del Cusco | Nelly Fernández de Espinoza |                  | Acción Popular          |
| Regidor Provincial del Cusco  | Carlos Guillén Santa Cruz   |                  | Acción Popular          |
| Regidor Provincial del Cusco  | Eduardo Fuentes Estrada     |                  | Acción Popular          |
| Regidora Provincial del Cusco | Gilma Olazabal Monteagudo   |                  | Acción Popular          |
| Regidor Provincial del Cusco  | Jorge Muñiz Caparo          |                  | Acción Popular          |
| Regidora Provincial del Cusco | Arely Aráoz de Jassen       |                  | Acción Popular          |
| Regidor Provincial del Cusco  | Arístides Valer Lopera      |                  | Izquierda Unida         |
| Regidor Provincial del Cusco  | Juan Fuentes Zambrano       |                  | Izquierda Unida         |
| Regidor Provincial del Cusco  | Américo Astete Palomino     |                  | Izquierda Unida         |
| Regidor Provincial del Cusco  | Adrian Valer Delgado        |                  | Izquierda Unida         |
| Regidor Provincial del Cusco  | Noé Vargas Ochoa            |                  | Izquierda Unida         |
| Regidor Provincial del Cusco  | Alcides Vargas Echegaray    |                  | Izquierda Unida         |
| Regidor Provincial del Cusco  | Lizarth Vera Hermoza        |                  | Izquierda Unida         |
| Regidor Provincial del Cusco  | Gustavo Vucetich Zevallos   |                  | Partido Aprista Peruano |
| Regidora Provincial del Cusco | Teresa Flores de Paliza     |                  | Partido Aprista Peruano |
| Regidor Provincial del Cusco  | Abraham Salcedo Mayta       |                  | Partido Aprista Peruano |

## Elecciones municipales distritales

### Sumario general
| Partidos y coaliciones | Partidos y coaliciones                 | Voto popular | Voto popular | Voto popular | Alcaldías | Alcaldías |
| Partidos y coaliciones | Partidos y coaliciones                 | Votos        | %            | ±pp          | Total     | +/−       |
| ---------------------- | -------------------------------------- | ------------ | ------------ | ------------ | --------- | --------- |
|                        | Acción Popular (AP)                    | 7,821        | 44.26        | n/a          | 5         | n/a       |
|                        | Izquierda Unida (IU)                   | 6,868        | 38.87        | n/a          | 1         | n/a       |
|                        | Partido Aprista Peruano (APRA)         | 2,357        | 13.34        | n/a          | 0         | n/a       |
|                        | Listas independientes distritales      | 624          | 3.53         | n/a          | 0         | n/a       |
|                        | Elecciones municipales complementarias | n/a          | n/a          | n/a          | 1         | n/a       |
|                        |                                        |              |              |              |           |           |
| Total                  | Total                                  | 17,670       |              |              | 7         | ±0        |
|                        |                                        |              |              |              |           |           |
| Votos válidos          | Votos válidos                          | 17,670       | 83.43        | n/a          |           |           |
| Votos en blanco        | Votos en blanco                        | 1,221        | 5.77         | n/a          |           |           |
| Votos nulos            | Votos nulos                            | 2,288        | 10.80        | n/a          |           |           |
| Votos emitidos         | Votos emitidos                         | 21,179       | 69.26        | n/a          |           |           |
| Abstenciones           | Abstenciones                           | 9,398        | 30.74        | n/a          |           |           |
| Votantes registrados   | Votantes registrados                   | 30,577       |              |              |           |           |
|                        |                                        |              |              |              |           |           |
| Fuente:                |                                        |              |              |              |           |           |

### Resultados por distrito
La siguiente tabla enumera el control de los distritos de la provincia del Cusco.
| Distrito      | Alcalde(sa) electo(a)                          | Partido político                               | Partido político                               |
| ------------- | ---------------------------------------------- | ---------------------------------------------- | ---------------------------------------------- |
| Ccorca        | Elecciones municipales complementarias de 1981 | Elecciones municipales complementarias de 1981 | Elecciones municipales complementarias de 1981 |
| Huanchac      | Ethel Felix Marroquín                          |                                                | Acción Popular                                 |
| Poroy         | Alberto del Risco Araujo                       |                                                | Acción Popular                                 |
| San Jerónimo  | Julio Chihuantito Atayupanqui                  |                                                | Izquierda Unida                                |
| San Sebastián | Víctor Molina Quispe                           |                                                | Acción Popular                                 |
| Santiago      | Héctor Suénaga Pinillos                        |                                                | Acción Popular                                 |
| Saylla        | Guido Kana Herencia                            |                                                | Acción Popular                                 |